# Anacamptis laxiflora
L'orchidea acquatica (Anacamptis laxiflora (Lam.) R.M.Bateman, Pridgeon & M.W.Chase, 1977 è una pianta appartenente alla famiglia delle Orchidacee, tipica degli ambienti umidi, da cui il nome comune di galletto di palude.

## Descrizione

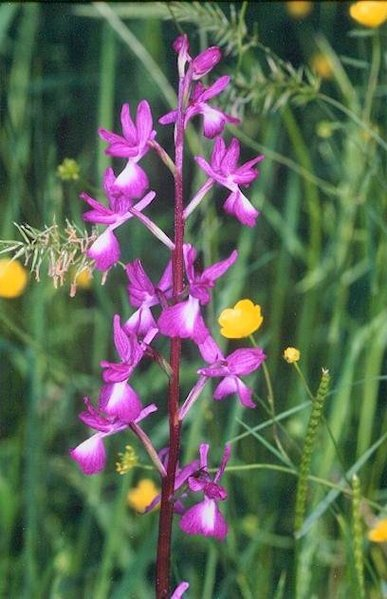

È una pianta erbacea geofita bulbosa, alta da 20 a 80 cm, con fusto di colore verde alla base, violaceo alla sommità.

L'apparato radicale è costituito da due rizotuberi tondeggianti.

Le foglie lanceolate, sono strette e inguainanti il fusto alla base. Le brattee sono lanceolate, di colore verdastro con sfumature violacee.

I fiori sono riuniti in infiorescenze ovate o cilindriche, alquanto lasse; i sepali sono oblunghi, i laterali riflessi ed il mediano rivolto in avanti, di colore purpureo-violaceo; i petali, più brevi e più stretti dei sepali, sono arcuati in avanti. Il labello è largo, con lobatura appena accennata e lobi mediani ripiegati verso il basso, di colore porpora ai margini, più chiaro, tendente al bianco, nella parte centrale. Lo sperone è ascendente, dritto o appena arcuato. Il ginostemio corto, con antera violacea e masse polliniche verdastre.

Sono stati descritti esemplari con fiori completamente bianchi (forme apocromatiche).
Fiorisce da aprile a giugno.

## Biologia
Si riproduce per impollinazione entomofila ad opera di imenotteri dei generi Bombus e Xylocopa (Apidae).

## Distribuzione e habitat
È una specie con areale mediterraneo-atlantico, che si estende dalla penisola iberica all'Asia minore.

In Italia è presente in tutto il territorio nazionale, isole comprese.
Cresce in zone ricche di acqua quali i prati umidi e gli acquitrini, da 0 a 1350 m sul livello del mare.

## Tassonomia
In passato attribuita al genere Orchis la specie è stata recentemente assegnata, sulla base di analisi filogenetiche del DNA mitocondriale al genere Anacamptis.

Il numero cromosomico di Anacamptis laxiflora è 2n=36.

### Ibridi
Sono stati descritti ibridi con altre specie di Anacamptis:
- Anacamptis × klingei (A. laxiflora × A. pyramidalis)

Può dar luogo inoltre ad ibridi intergenerici con altri generi di Orchidinae tra cui:
- ×Serapicamptis (Anacamptis × Serapias)[3]
  - × Serapicamptis anatolica (Renz & Taubenheim) J.M.H.Shaw, 2005 (A. laxiflora × S. orientalis)
  - × Serapicamptis pisanensis (Godfery) J.M.H.Shaw, 2005 (A. laxiflora × S. neglecta)
  - × Serapicamptis rousii (Du Puy) J.M.H.Shaw, 2005 (A. laxiflora × S. vomeracea)
  - × Serapicamptis timbali (K.Richt.) H.Kretzschmar, Eccarius & H.Dietr., 2007 (A. laxiflora × S. lingua)

### Specie simili
Può essere confusa con Anacamptis palustris, con cui condivide l'habitat.
 
Si distingue per il colore più scuro dei fiori, per la netta piegatura dei lobi laterali del labello e per le dimensioni del lobo mediano, più corto.

## Conservazione
È una specie minacciata dalla progressiva scomparsa del suo habitat naturale.
In Italia la sua presenza si è andata rarefacendo negli anni ed in alcune regioni è considerata estinta.